# Mutzbraten

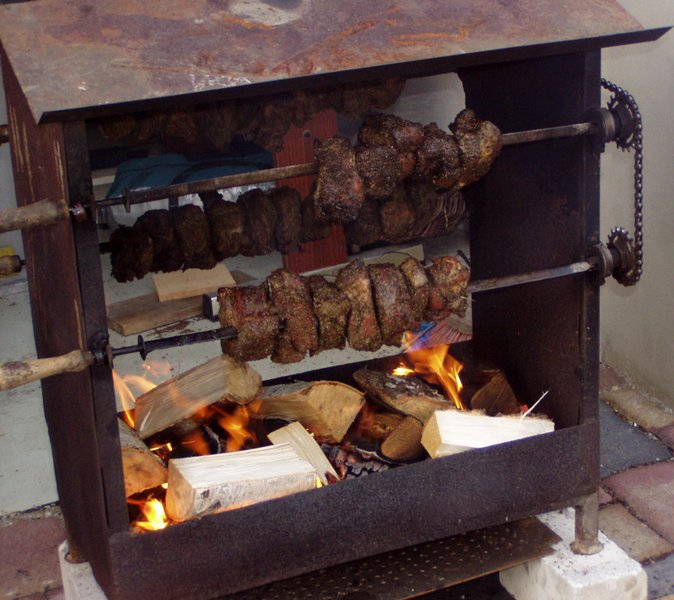
Mutzbratenstand

Mutzbraten wird im Osten von Thüringen und im Westen Sachsens ein faustgroßes Stück Fleisch aus der Schulter oder dem Kamm des Schweines genannt, das mit Salz, Pfeffer und Majoran gewürzt, mariniert und auf sogenannten Mutzbratenständen an offenen Birkenholzfeuer gegart wird. Dazu wird traditionell Brot, Sauerkraut und Senf gereicht, wohingegen der Verzehr mit Ketchup eher verpönt ist.
Bekannt ist der Mutzbraten vor allem um Schmölln und Altenburg in Ostthüringen sowie im Thüringer Holzland. In der Altenburger Mundart bezeichnet das Wort „Mutz“ ein Tier ohne Schwanz, hier das Schwein. Vor allem im Holzland wird scherzhaft der „Mutz“ als Lieferant des Fleisches für den Mutzbraten genannt, ein „eierlegendes Wollmilchschwein, das den bayrischen Wolperdingern wesensähnlich ist“. Das Fabelwesen wird auch zwischen Schwein, Kuh und Wisent angesiedelt. Das lange als lokales nur mündlich weitergegebenes Rezept ist nun historisch und kulinarisch überprüfbar geworden.

## Geschichte und Technik
Zu Beginn des 20. Jahrhunderts wurden in Schmölln die ersten Mutzbraten öffentlich angeboten. Als Mutzbratenstand dienten damals vier in die Erde gesteckte Stäbe mit seitlichen Auflagen für die Spieße, in der Mitte befand sich ein Lagerfeuer aus Birkenholz. Es wurden lange Pfannen unter die Spieße gestellt, die das Fett auffingen. Gedreht wurde anfangs per Hand. Die Hitze und der Rauch des Feuers setzten den Gehilfen – meist Kinder, die für ihre mehrstündige Arbeit einen Mutzbraten kostenlos erhielten – sehr zu, dennoch blieb die Technik über Jahrzehnte unverändert.

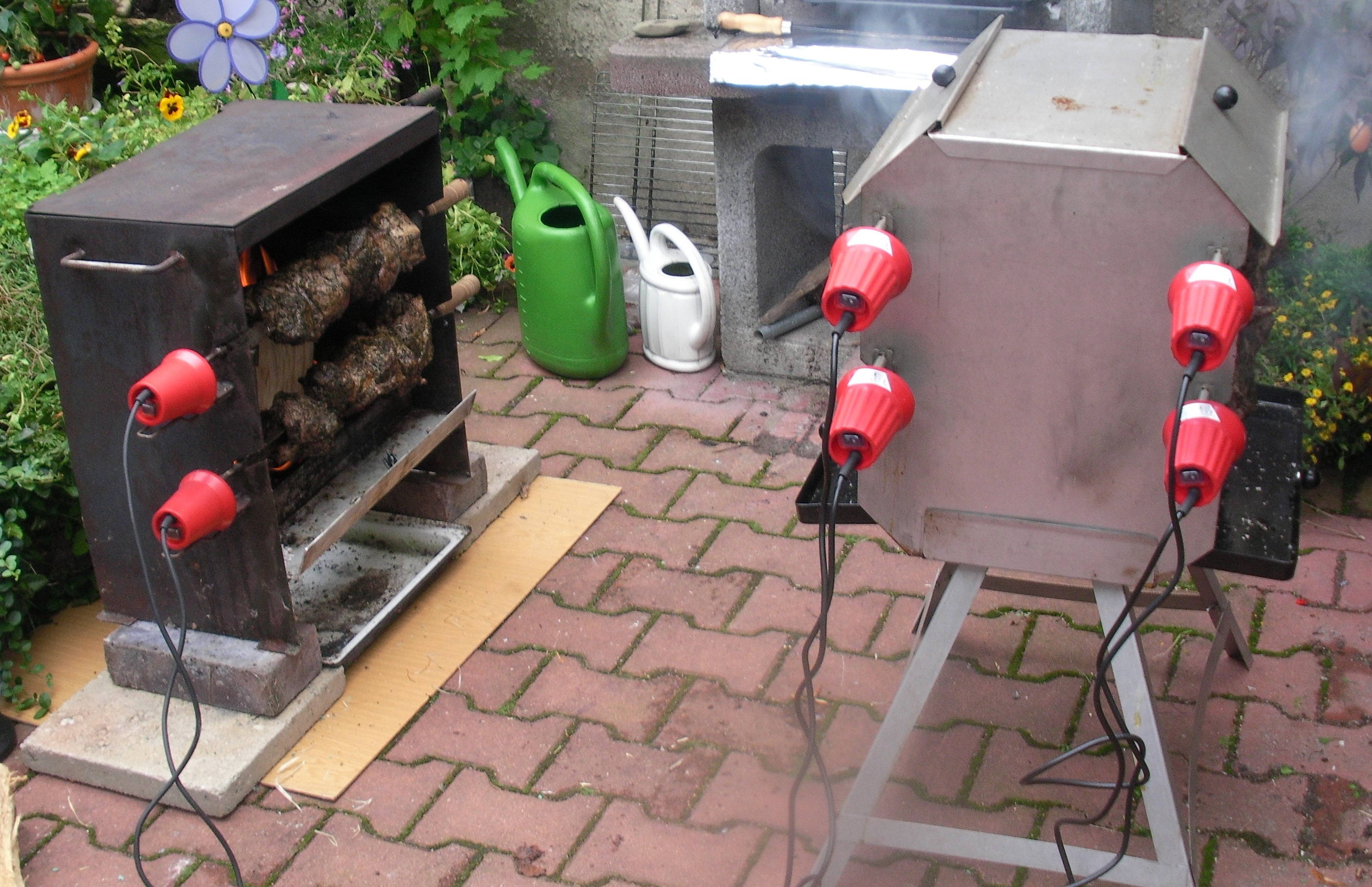
Mutzbratenstand – Selbstbau (links) und moderner industrieller Stand

Der Mutzbratenstand ist kastenförmig und an den Seiten offen. Auf den offenen Seiten werden die Spieße abgelegt, die durch einen Motor gedreht werden. In der Mitte des Stands wird Birkenholz verfeuert, welches dem Mutzbraten einen unverwechselbaren und intensiven Geschmack verleiht.
Unterhalb der Spieße werden Rinnen angebracht, die das abtropfende Fett auffangen. Dadurch wird verhindert, dass das Fett ins Feuer tropft und so gesundheitsschädliche Dämpfe entstehen.
Als in den sechziger Jahren elektrische Getriebemotoren auf den Markt kamen, versuchten viele Tüftler, die Zubereitung effektiver und angenehmer zu gestalten. Im Auftrag ortsansässiger Fleischereien wurden nun auch industriell Mutzbratenstände gefertigt, die einen Elektroantrieb besaßen. Dennoch wurde der Mutzbratenstand nie als „Konsumgut“ produziert. Für viele war es schwierig an die Technik der Volkseigenen Betriebe heranzukommen, weswegen sie sich einen Stand für den Privatgebrauch selbst bauten. Für den Antrieb wurde meistens der Motor eines Trabant-Scheibenwischers und eine Fahrrad- oder Mopedkette genutzt. Inzwischen sind die Bauteile dank technischen Fortschritts einfacher zu erwerben. Zu DDR-Zeiten waren die meisten Stände Marke „Eigenbau“, starr und schlecht zu transportieren. Heutige Modelle lassen sich zerlegen und sind dadurch transportabel.

## Original Schmöllner Mutzbraten
Der Original Schmöllner Mutzbraten wird aus Schweinekamm oder -schulter zubereitet. Das Fleisch soll fettdurchwachsen sein, denn mageres Fleisch würde bei der Zubereitung austrocknen und das Aroma des Birkenholzes, welches ein wesentliches Merkmal des Mutzbratens ist, zu wenig aufnehmen. Es werden dabei etwa 250 g schwere würfelförmige Fleischstücke geschnitten, die für mehrere Stunden in Salz, Pfeffer und Majoran eingelegt werden.
Das aufgespießte Fleisch wird anschließend für mindestens zwei Stunden über Birkenholz auf einem Mutzbratenstand gegrillt.
Der Mutzbraten wird mit Brot, Sauerkraut und etwas Senf serviert.
Sowohl „Original Schmöllner Mutzbraten“ als auch „Schmöllner Mutzbraten“ sind beim Deutschen Patent- und Markenamt eingetragene Marken zugunsten der Stadtverwaltung Schmölln.

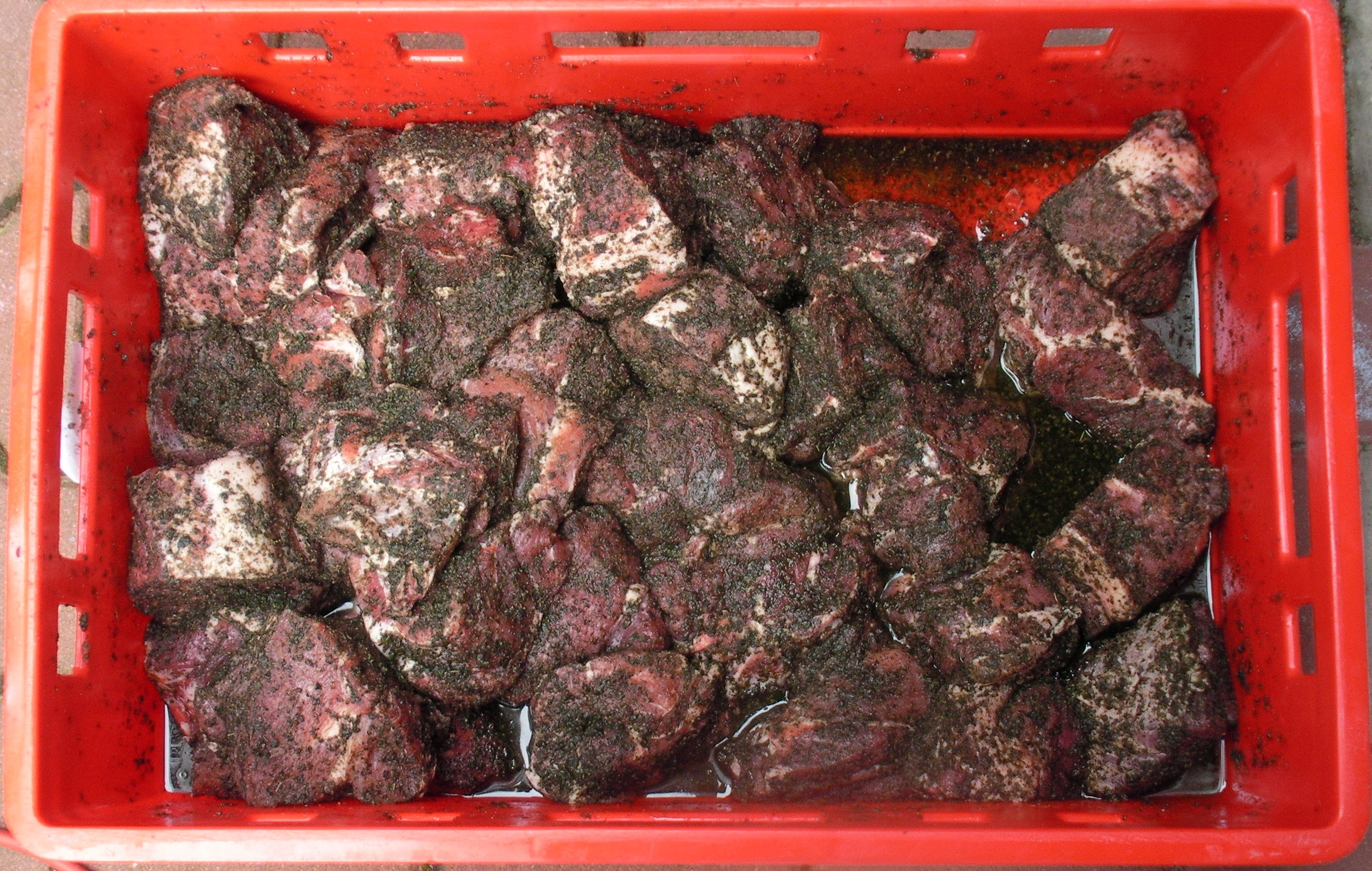
Rohe, marinierte Mutzbraten
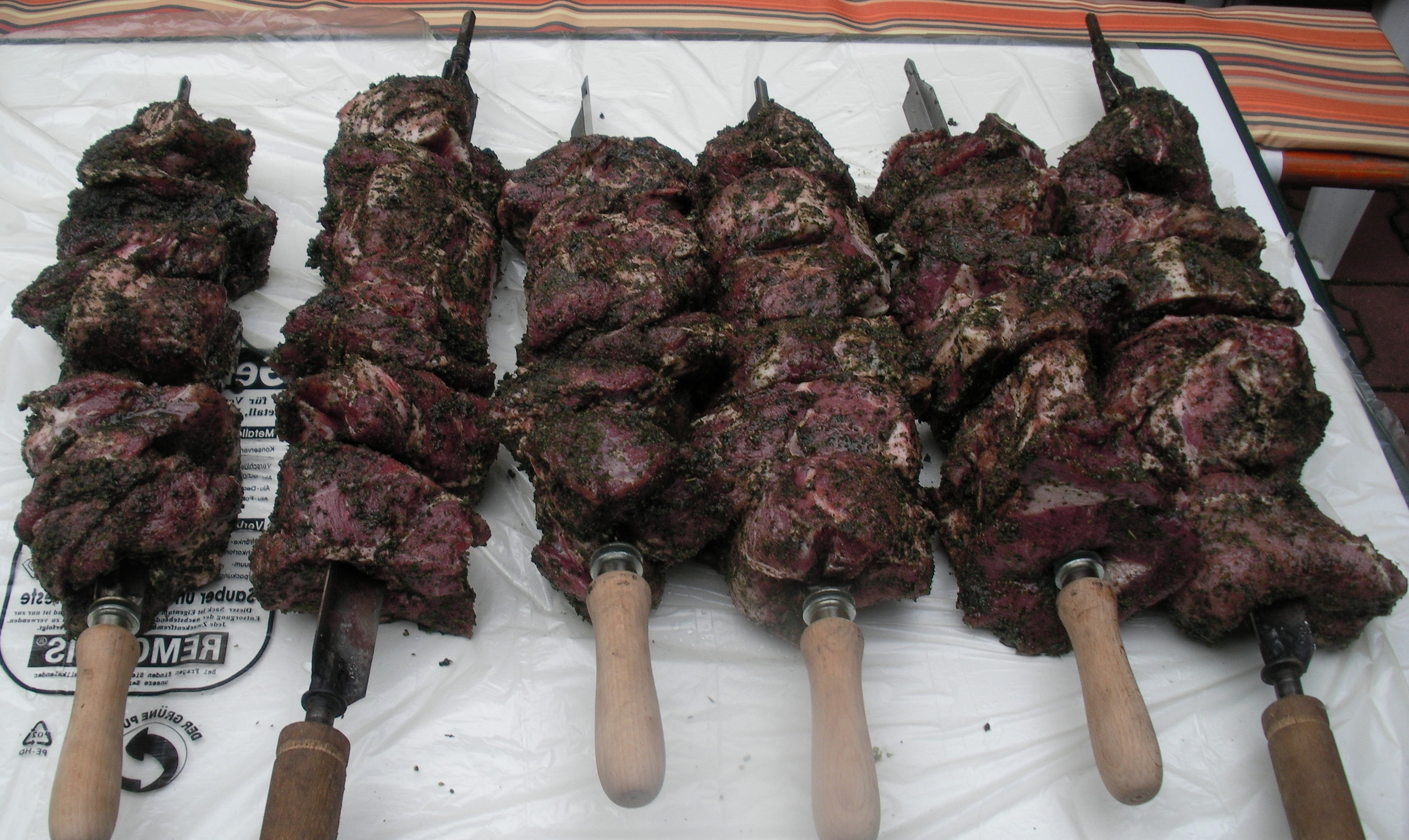
Aufgespießte rohe Mutzbraten
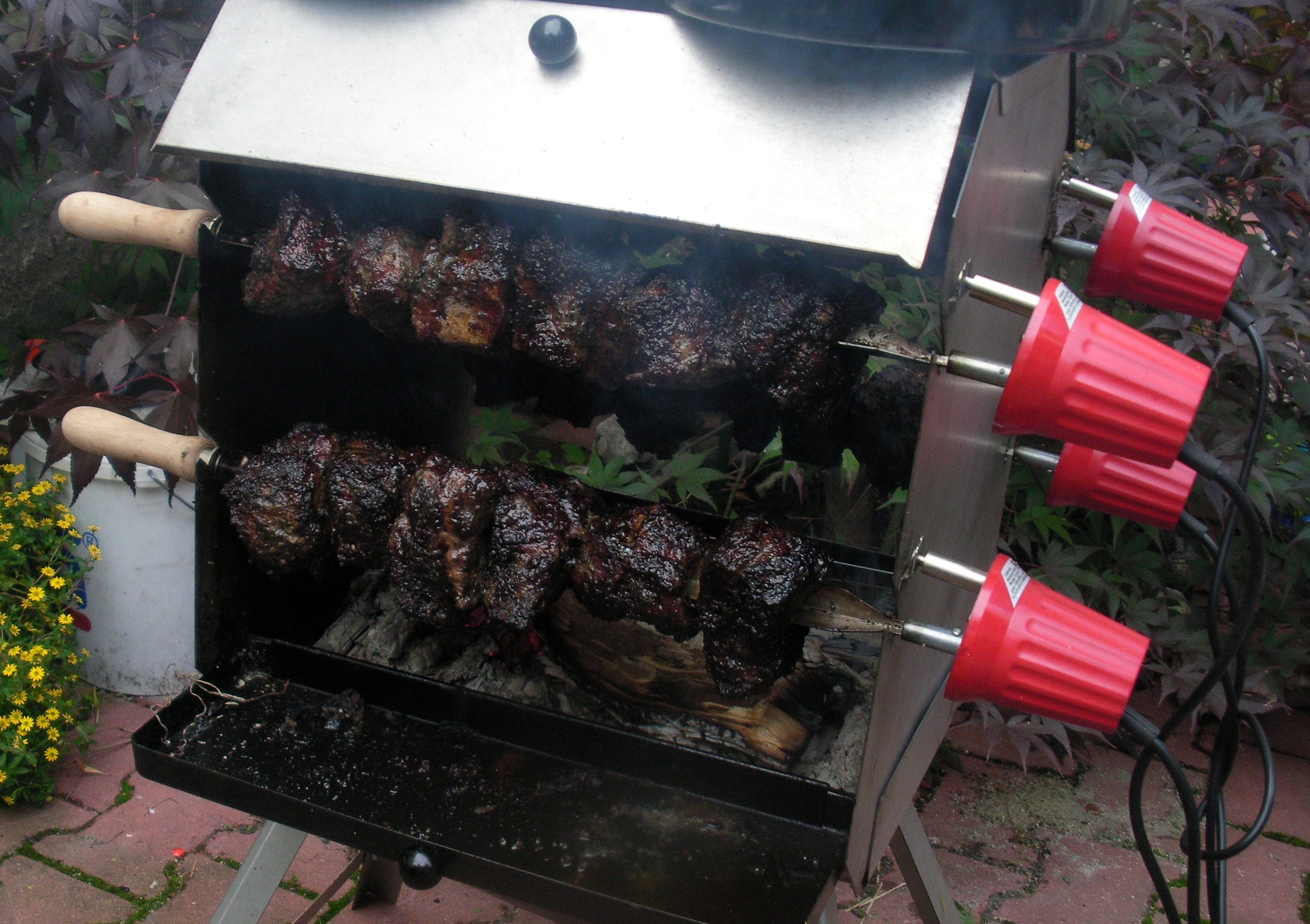
Fertige Mutzbraten
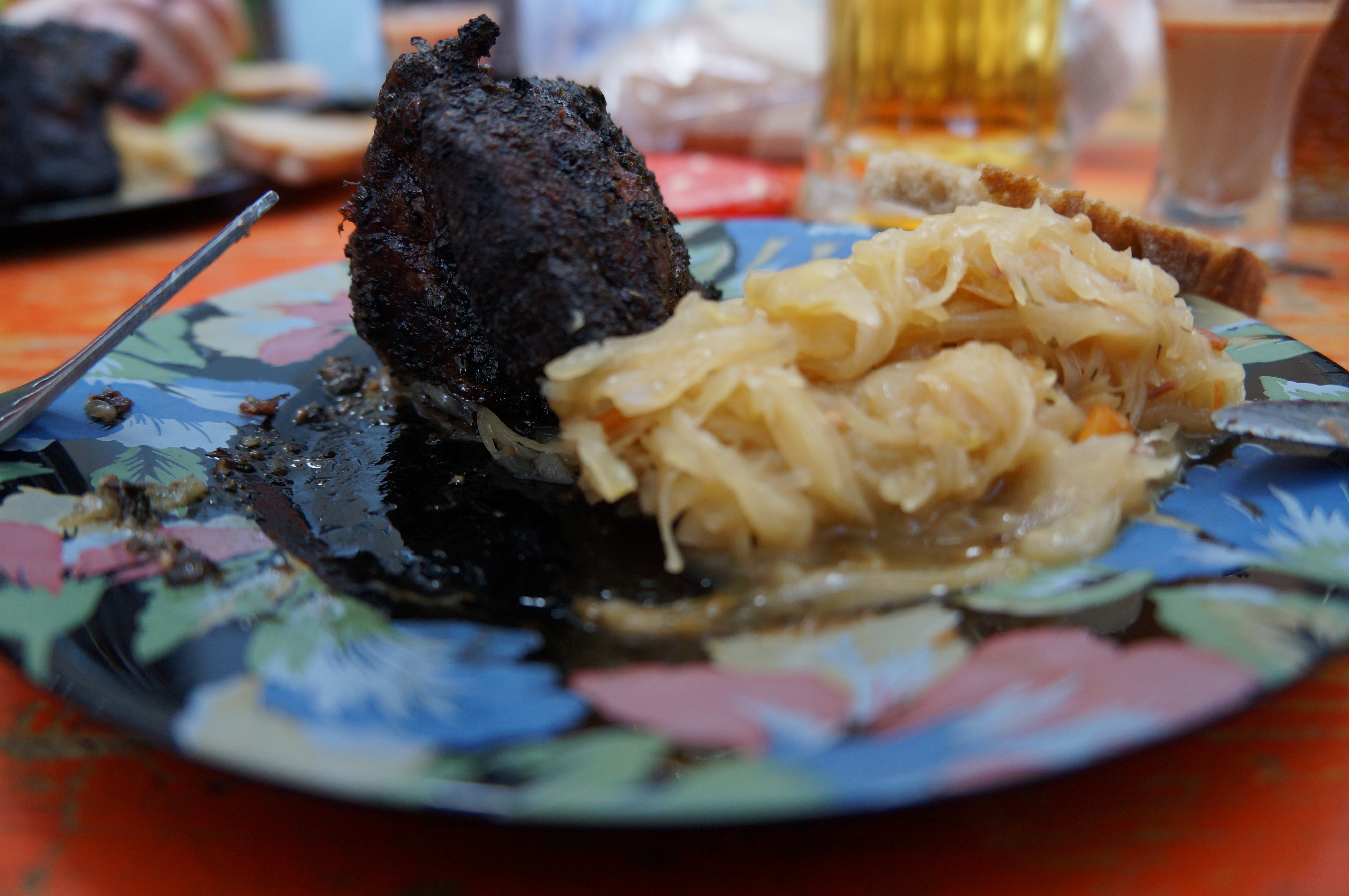
Mutzbraten mit Sauerkraut und Brot serviert